# Музей годинників (Клайпеда)
Музей годинників (лит. Laikrodžių muziejus) — музей в Клайпеді, підрозділ Литовського художнього музею. Адреса: вулиця Лепу, 12 (Liepų g. 12).
Музей знайомить з історією розвитку приладів для вимірювання часу. В експозиції «Майстерня годинникаря» представлено понад 160 різних інструментів і пристосувань для виготовлення і ремонту годинників.
У музеї експонуються також старовинні місячні, місячно-сонячні, сонячні вузликові і дерев'яні календарі. Тут можна побачити моделі і оригінали сонячні, водяні, вогненні, пісочні, механічні годинники, а також сучасні електромеханічні, електромагнітні, електронні та кварцові годинники. Експозиція в чотирьох залах першого поверху знайомить з розвитком конструкцій годин різних типів.
У п'яти залах другого поверху можна ознайомитися зі зміною форм і способів декорування механічних годинників у різні історичні епохи: годинники, виконані в стилі Ренесансу, бароко, рококо, класицизму, модерну. Меблі, картини, гравюри відтворюють інтер'єри різних епох, демонструють репрезентативну роль годинників.
У дворі Музею годинників діє експозиція сонячних годинників (парк сонячних годинників).
Відкрито з вівторка по суботу від 11:00 до 18:00. По неділях від 12:00 до 17:00. У дні перед державними святами закривається о 17 годині. Не працює по понеділках та в дні державних свят.
Ціна квитка 2 євро; для школярів, студентів, пенсіонерів — 1 євро; для дітей до 7 років, інвалідів, членів ICOM (Міжнародна рада музеїв) відвідування безкоштовне.